# 上野勇希
上野 勇希（うえの ゆうき、1995年9月1日 - ）は、日本の男性プロレスラー。DDTプロレスリング所属。大阪府八尾市出身。血液型B型。

## 経歴
- 2016年10月17日 - DNA新宿FACE大会の樋口和貞戦でデビュー。
- 2017年11月28日 - 竹下幸之介と組んで「ディファカップ・メモリアル2017」トーナメントに優勝。
- 2018年3月25日 - DDT両国国技館大会で梅田公太、竹田光珠と組んでKO-D6人タッグ王座奪取。
- 2018年5月29日 - 飯伏幸太とサントリー伊右衛門ジャスミンのWebCMに出演。
- 2019年9月1日 - 吉村直巳とのタッグチームに「ノーチラス」と命名。
- 2020年1月3日 - 吉村と組んでDDT後楽園ホール大会でKO-Dタッグ王座奪取。
- 2020年6月13日 - DDT TV SHOWにて当日獲得したばかりのいつでもどこでも挑戦権を使用してKO-D無差別級王座の遠藤哲哉に挑むも敗北。
- 2020年7月23日 - DDT後楽園ホール大会で再度遠藤の無差別級に挑むも敗戦。
- 2021年11月3日 - DDT大田区総合体育館大会にてクリス・ブルックスを破りDDT UNIVERSAL王座を奪取。
- 2021年12月5日 - D王 GRAND PRIX 2021IIにてAブロックを通過し優勝決定戦に進むも竹下幸之介に敗れ準優勝。
- 2022年8月20日 - DDT大田区総合体育館大会にて高梨将弘を破りDDT UNIVERSAL王座を奪取。
- 2022年12月4日 - D王 GRAND PRIX 2022にてAブロックを通過、納谷幸男を破り初優勝。
- 2022年12月29日 - DDT TOKYO DOME CITY HALL大会にて樋口の持つKO-D無差別級王座に挑むも敗戦。
- 2023年3月1日 - 『ジュニア夢の祭典 〜ALL STAR Jr. FESTIVAL 2023〜』の第5試合タッグマッチに出場[1]。
- 2023年11月12日 - DDT両国国技館大会にて王者クリス・ブルックスを破りKO-D無差別級王座を奪取。

## 得意技
BME（ベスト・ムーンサルト・エバー）
コーナーのセカンドロープからトップロープに飛び移りざまに放つムーンサルトプレス。
WR
向かいあった相手の頭を右腕で抱え、相手の右手首を左手で捕らえて横に伸ばした状態から大外刈りの体勢で足を払いつつ前宙を行い、自らが背中から落ちると同時に相手の頭部をマットに叩きつける。
元々はHUBがスーパー・ドルフィン時代に使っていた技。
Jul.2
旧名ローリング・ギロチン式エース・クラッシャー。前傾姿勢の相手の首に右足を乗せて右腕を取り、そのまま360°前方回転することで相手を錐揉み回転させて顔面からマットに叩きつける変形エース・クラッシャー。前述のWRよりインスパイアされた技で、2023年7月2日のHUB戦後に改名。
フロッグスプラッシュ
フランケンシュタイナー
ドロップキック
トルニージョ
おっぴろげアタック
コーナーを背に立っている相手への飛びつき式ブロンコバスター
裏投げ
ブリザード・スープレックス・ホールド
ハーフネルソン・スープレックス
リストクラッチ式ブルーサンダー
上野勇希式こなきクラッシュ（非公式）
ワンハンド・ブルドック。同じユニットのHARASHIMAがバッククラッカーを「子泣きクラッシュ」という名称で使っているためこの名称となる。
胴絞めスリーパーホールド
奥の手として使用。

## 人物・エピソード
- 大阪市立咲くやこの花高等学校（現・大阪府立）出身。
- 同じ大阪市出身の竹下幸之介の同級生。クラスは同じではなかったが昼食を取るグループが同じことから竹下と知り合う[3]。中学では陸上、高校では器械体操をやっていた。竹下の戦う姿に心を打たれて入団を決断した。それにより竹下とのタッグは｢咲くやこの花コンビ（タッグ）｣シングルマッチは「咲くやこの花対決」と呼ばれる。
- オンラインサロン鈴木雅塾に入会している[4]。

## タイトル歴
DDTプロレスリング
- KO-D無差別級王座（第82代）
- DDT UNIVERSAL王座（第4代、第8代）
- KO-Dタッグ王座（第67代）
パートナーは吉村直巳
- KO-D6人タッグ王座（第33代、第50代）
パートナーは梅田公太&竹田光珠（第33代）、青木真也&スーパー・ササダンゴ・マシン（第50代）
- KO-D10人タッグ王座（第8代）
パートナーは勝俣瞬馬&MAO&小嶋斗偉&青木真也
- アイアンマンヘビーメタル級王座（第1398代、第1400代、第1402代、第1405代、第1407代）
- ディファカップ優勝（2017年）
パートナーは竹下幸之介
- D王 GRAND PRIX優勝（2022年）

年越しプロレス
- 年越わ！シャッフル・6人タッグトーナメント優勝（2022年）
パートナーは青柳優馬&橋本大地

## 入場曲
- 初代 : song2（Blur）
- 2代目 : song3（オリジナル曲）
- 3代目 : In my mind（宗本康兵）
- ENERGY DANCE（Special Edit）（RYO the SKYWALKER）
  - 吉村直巳とのタッグチーム「ノーチラス」の初代入場曲。

## 出演

### 舞台
- DDTドラマティックドリームシアターDNA組「櫻農カプリチオ～櫻ヶ丘農業高等学校狂想曲～」（2018年7月5日 ‐ 7日、東京・千本桜ホール）‐ 相原竜輝 役（主演）
- 舞台「信長未満-転生光秀が倒せない-」（2023年3月23日 - 26日、KAAT 神奈川芸術劇場 ホール）- 勝家 役[5]

### ウェブCM
- サントリー「伊右衛門ジャスミン」(2018年、2019年)
- ザ★ハンバーグ「家で食えたらいいよなぁ〜篇」「たまらんぞ篇」（2021年10月、味の素冷凍食品）[6]

### TV
- 「ダウンタウンのガキの使いやあらへんで! 大晦日SP『絶対に笑ってはいけない青春ハイスクール24時!』」（2019年12月31日 - 2020年1月1日、日本テレビ） - 保護者会メンバー
- 警視庁ゼロ係〜生活安全課なんでも相談室〜 第5シリーズ（2021年6月4日、テレビ東京[7]） ‐ 阿久津蒼汰 役
- 「マツコの知らない世界」 『絶景でととのう!サウナ旅の世界』プレゼンター （2022年6月21日、TBSテレビ）
- 信長未満 -転生光秀が倒せない-（2022年10月25日 - 12月27日、テレビ神奈川） - 勝家 役[8]
- 天才てれびくん モノオ役（2023年4月〜、NHKEテレ）
- 天国耳〜叶姉妹さんお聞きください〜（2023年8月29日、日本テレビ）